# کارلوس آنتونیو ناپیون
کارلوس آنتونیو ناپیون (انگلیسی: Carlos Antônio Napion; ۳۰ اکتبر ۱۷۵۷ – ۲۲ ژوئن ۱۸۱۴) سرباز اهل برزیل بود.